# 松下隆章
松下 隆章（まつした たかあき、1909年3月31日 - 1980年9月15日）は、日本の美術史家。中世日本美術を主として扱った。

## 経歴
1909年、長野県下伊那郡飯田町（現・飯田市）で生まれた。旧制飯田中学（長野県飯田高等学校）を経て、1927年に慶應義塾大学美学美術史学科に入学。1933年に卒業。
1934年より東京帝室博物館に研究員として勤務。1938年、鑑査官補に昇格。1944年、新たに開館した根津美術館に転出し、同館学芸員として勤務。1947年より再び東京国立博物館附属美術研究所に勤務し、絵画部門の文部技官として調査研究にあたった。1950年より文化財保護委員会美術工芸品課に勤務。1959年より美術工芸課長をつとめた。1969年に文化財鑑査官となり、国宝・重要文化財指定業務や保護にあたった。当時発生した永仁の壷事件の処理や、韓国文化財の返還などにあたった。
1969年、奈良国立文化財研究所所長に就任。1972年からは京都国立博物館館長。1978年に退職。1930年、神奈川県鎌倉市の自宅で死去。

### 委員・役員ほか
- 文化財保護審議会委員

## 受賞・栄典
- 1979年：勲二等瑞宝章を受章。

## 研究内容・業績
専門は日本美術史で、特に日本中世の絵画史。仏画や水墨画に多くの論文著書がある。

## 著作
著書
- 『野椿 美術随想』三月書房 1981
- 『日本水墨画論集』中央公論美術出版 1983

共編著
- 『周文』(東洋美術文庫 34) アトリヱ社 1940
- 『美術カード』(全14巻) 奥平英雄・嘉門安雄共編、美術出版社 1952-54
- 『宋元名画 梁楷・牧谿・玉澗』鈴木敬共編、聚楽社 1956
- 『室町』(日本絵画館 5) 講談社 1971
- 『禅寺と石庭』(日本の美術 15) 太田博太郎・田中正大共著、小学館(ブック・オブ・ブックス) 1971
- 『如拙・周文・三阿弥』(水墨美術大系 6) 玉村竹二共著 講談社 1974
- 『平治物語絵巻・蒙古襲来絵詞』(新修日本絵巻物全集 10) 角川書店 1975
- 『李朝の水墨画』(水墨美術大系 別巻2) 崔淳雨共著 講談社 1977
- 『如拙・周文』(日本美術絵画全集 2) 集英社 1979